# Setyci
Zasugerowano, aby zintegrować ten artykuł z artykułem Set (syn Adama) (dyskusja). Nie opisano powodu propozycji integracji.
Setyci – potomkowie trzeciego syna Adama i Ewy – Seta. Są to potomkowie wybrani przez Boga, bo Set zajął miejsce Abla. 
Setyci dodatnio różnili się od potomków Kaina, zaczęli oni bowiem albo uroczyściej albo regularnie składać Bogu ofiary. Potomkowie Setytów zostali wybrani przez Boga Jahwe, by być Narodem Wybranym. Również Jezus Chrystus ma w swoim rodowodzie przodków Setytów.